# 柊野堰堤
柊野堰堤（ひらぎのえんてい）は、京都市北区の柊野地域にある、一級河川・鴨川上流部に建設された重力式の砂防堰堤である。

## 概要
高橋（たかばし）と庄田橋の間に位置し、柊野砂防堰堤、柊野ダム、鴨川の滝 とも呼ばれている。鴨川の洪水等に伴う土石流や地滑りを防ぎ、土砂・水量の安定に資している。堰堤は幅約96メートル、高さ約7メートル、計画貯砂量は15万立方メートルで、石を組んだ外観が特徴的である。
農業用水を採取する井堰の機能も持つ。この用水は上賀茂の田畑を経て、上賀茂神社（賀茂別雷神社）境内を流れる明神川に合流している。
水深がわずか2メートルしかなく、堰堤内への立ち入りや飛び込み行為は禁止されている。

## 歴史
御薗橋や五条大橋を始めとする鴨川の橋梁が流されるなど、市内各所に大きな被害をもたらした、1935年（昭和10年）の京都大水害を受けて造成された。なお、これを補強するため、さらに上流にも「中津川砂防堰堤」（1951年竣工、高さ9.8m、長さ46.0m）が設けられている。

## 周辺環境
堰堤付近は数多くの時代劇の撮影地として知られる。また、堰堤の北側左岸には柊野運動公園が、右岸には「柊野ダム西側公園」（鴨川ひろば）と呼ばれる親水公園が造成され、それぞれ休日を中心に賑わっている。ただし、京都府鴨川条例に基づき、この地域での河川敷での打ち上げ花火、バーベキュー等の行為は禁止されている。